# 890 هـ
890 هـ هي سنة في التقويم الهجري امتدت مقابلةً في التقويم الميلادي بين سنتي 1485 و1486.

## أحداث
- بدأ أبو عبد الله محمد الزغل حُكم مملكة غرناطة.

## مواليد
- عبد الله الهبطي

## وفيات
- شرف الدين يحيى العمريطي